# 王景琪
王景琪，中华人民共和国政治人物、外交官。
1993年，接替管子怀担任中华人民共和国驻科威特大使。1996年，由张志祥接任。